# Необхідна оборона (Україна)
Необхідна оборона — дії, вчинені з метою захисту охоронюваних законом прав та інтересів особи, яка захищається, або іншої особи, а також суспільних інтересів та інтересів держави від суспільно небезпечного посягання шляхом заподіяння тому, хто посягає, шкоди, необхідної і достатньої в даній обстановці для негайного відвернення чи припинення посягання, якщо при цьому не було допущено перевищення меж необхідної оборони.
Право на необхідну оборону — це один із найважливіших юридичних інститутів — без права захистити себе, чи свою оселю, майно — у людини не може бути спокою, впевненості в безпеці свого життя і здоров'я, недоторканності власного житла.
Кримінальний кодекс України відносить необхідну оборону до обставин, що виключають злочинність діяння.

## Історія
Інститут необхідної оборони – один з найдавніших, він властивий усім законодавствам на всіх етапах розвитку. Про нього мовиться уже в договорах Олега й Ігоря з греками (911, 945 рр.), у «Руській правді» та майже в усіх пізніших законодавчих актах.
|                                              | Аже оубиють огнищанина оу клети, или оу коня, или оу говяда, или оу коровье татьбы, то оубити въ пса место; а то же поконъ и тивоуницоу. |
| — Руська правда (Академічний список), ст. 21 | |

Регулювало необхідну оборону і «Соборне укладення» царя Олексія Михайловича 1649 р.
|                                               | А будет он перед судьями кому раны учинит, или кого убьет до смерти, бороняся от себя, для того, что тот, кого он ранит, или убьет, сам его перед судьями напередь учал бити, а скажут про то судьи, и такова никакою казнию не казнити, по тому что он то учинил, бороняся от себя. |
| — «Соборное Уложение» 1649 р., гл. Х, ст. 105 | |

Законодавство часів Петра І і насамперед «Артикулы воинские» 1715 року чітко регламентували право на необхідну оборону, розглядаючи різні варіанти його застосування. Також у них визначались межі необхідної оборони: протиправність посягання, співрозмірність оборони нападу, відсутність ексцесу оборони.
|                                         | Кто прямое оборонительное супротивление для обороны живота своего учинит, и онаго, кто его к сему принудил, убьет, оный от всякаго наказания свободен. |
| — арт. 156 Військових артикулів Петра І | |

«Маніфест про поєдинки» 1787 року, зберігаючи діючі закони про необхідну оборону, додало умову обов'язкового повідомлення градоначальнику чи воєначальнику про вчинення правопорушень у стані необхідної оборони.
«Укладення» 1845 p. дозволяло необхідну оборону при захисті особи, майна, честі жінки. Оборона дозволялась не тільки для власного захисту, а й для захисту інших осіб, які перебували в небезпечному стані.
«Кримінальне укладення» 1903 р. давало узагальнене визначення необхідної оборони, визначаючи, що «не почитается преступным деяние, учиненное при необходимой обороне против незаконного посягательства на личность или имущественные блага самого защищавшегося или другого лица».
Законодавство часів Радянського Союзу визначало право на необхідну оборону, починаючи з «Керівних початків кримінального права» 1919 р. Проте найбільш узагальнено воно було сформульоване в Кримінальному кодексі РСФРР 1922 p., дія якого поширювалась на територію УРСР.
|                                                        | Не подлежит наказанию уголовно наказуемое деяние, совершенное при необходимой обороне против незаконного посягательства на личность или права обороняющегося или других лиц, если при этом не допущено превышения пределов необходимой обороны. |
| — Кримінальний кодекс РСФСР редакції 1922 року, ст. 19 | |

Кримінальний кодекс УСРР 1927 р. повністю повторив положення попереднього кодексу.
Основи кримінального законодавства Союзу РСР і союзних республік 1958 p. та Кримінальний кодекс УРСР 1960 р., не звертаючи увагу на редакційні зміни, практично ідентично зафіксували цей інститут.
У 1990 р. Верховна Рада УРСР ухвалила Закон «Про внесення змін і доповнень до Кримінального кодексу УРСР», яким була суттєво змінена редакція ст. 15 Кримінального кодексу в напрямі демократизації цього інституту.

## Право на необхідну оборону
Право на необхідну оборону є природним і невідчужуваним, абсолютним правом людини. Це означає, що всі інші особи не можуть перешкоджати громадянинові в законному здійсненні права на необхідну оборону. Іншими словами, кожний громадянин має право на необхідну оборону незалежно від можливості звернутися за допомогою до органів влади або службових осіб для відвернення чи припинення посягання. Наявність права на необхідну оборону не пов'язана також з наявною для особи можливістю звернутися за допомогою до інших громадян. У Кримінальному кодексі України зазначено, що кожна особа має право на необхідну оборону незалежно від можливості уникнути суспільно небезпечного посягання або звернутися за допомогою до інших осіб чи органів влади.
Закріплене ст. 36 Кримінального кодексу України право кожного на необхідну оборону від суспільно небезпечного посягання є важливою гарантією реалізації конституційних положень про непорушність прав та свобод людини і громадянина, про невід’ємне право кожної людини на життя, недоторканність її житла й майна, а також забезпечує умови для захисту суспільних інтересів та інтересів держави.
Конституція України встановлює, що «кожен має право захищати своє життя і здоров'я, життя і здоров'я інших людей від протиправних посягань». Отже, право на оборону визнано Основним законом одним із фундаментальних прав людини. Положення Кримінального кодексу України є розвитком та конкретизацією конституційних приписів.
Право на необхідну оборону є абсолютним: кожна особа має право вжити заходів оборони від суспільно небезпечного посягання незалежно від того, чи має вона можливість уникнути посягання (втекти, забарикадувати двері тощо) або звернутись за допомогою до представників влади чи інших осіб.
Для певних осіб, таких як, наприклад, працівники міліції, військовослужбовці,  необхідна оборона є обов’язком, ухилення від якого тягне відповідальність. Відповідно до Конституції України захист Батьківщини є обов’язком громадянина України, тобто захист від посягань на державу є конституційним обов’язком.
Дії, вчинені у стані необхідної оборони, якщо при цьому не було перевищено її межі, вважаються правомірними і не можуть бути підставою для притягнення особи не лише до кримінальної, а й до цивільно-правової чи будь-якої іншої юридичної відповідальності.

## Ознаки необхідної оборони
Ознаки необхідної оборони, визначені в ст. 36 Кримінального кодексу України, характеризують: мету оборони, спрямованість (об'єкт) заподіяння шкоди, характер дій того, хто захищається, своєчасність, співрозмірність оборони.

### Мета необхідної оборони
Відповідно до ч. 1 ст. 36 Кримінального кодексу України, метою необхідної оборони є захист охоронюваних законом прав та інтересів особи, яка захищається, або іншої особи, а також суспільних інтересів та інтересів держави від суспільне небезпечного посягання.
Для визнання оборони правомірною достатньо, щоб особа, яка захищається, переслідувала зазначену вище мету, і зовсім не обов'язково, щоб її було фактично досягнуто (наприклад, особа, яка захищається, заподіяла тому, хто посягає, шкоду, проте не змогла припинити посягання, що почалося). Якщо той, хто захищається, керувався іншою метою (наприклад, метою розправи над тим, хто посягає), то його дії набувають протиправного характеру, у зв'язку з чим відповідальність за заподіяну шкоду повинна наставати на загальних підставах.

### Спрямованість (об'єкт) заподіяння шкоди
Шкода при необхідній обороні повинна заподіюватися лише тому, хто посягає, його правам та інтересам. Якщо посягаючих кілька, то особа, що обороняється, може заподіяти шкоду як одному, так і кожному з них. Заподіяння шкоди правам та інтересам інших осіб не підпадає під ознаки необхідної оборони, а розглядається, наприклад, за правилами крайньої необхідності або тягне відповідальність на загальних підставах.

### Характер дій особи, яка захищається
Поведінка того, хто захищається, при необхідній обороні може бути тільки активною, тобто може виражатися лише в діях, на що прямо вказується в ч. 1 ст. 36 КК України. Такими діями можуть бути як фізичні зусилля особи, яка захищається (наприклад, нанесення ударів кулаком), так і використання різних знарядь, предметів, механізмів, пристроїв тощо, причому не тільки тих, що підібрані, виявлені або захоплені на місці захисту, але й тих, що були при особі, яка захищається, або навіть спеціально приготовлених нею для захисту (наприклад, використання складаного ножа або вогнепальної зброї, заздалегідь узятих для оборони тощо).
Зазначені дії повинні підпадати під ознаки якогось діяння, передбаченого КК України, тобто збігатися за зовнішніми, фактичними ознаками з об'єктивною стороною якогось злочину. Йдеться про дії, що підпадають під ознаки вбивства, нанесення тілесних ушкоджень різної тяжкості, удару і побоїв тощо.

### Своєчасність оборони
Дії особи, яка захищається, визнаються правомірними лише у разі, якщо вони були вчинені протягом усього часу здійснення посягання. Інакше кажучи, захист визнається виправданим лише протягом часу існування стану необхідної оборони, що визначається тривалістю суспільно небезпечного посягання, що потребує свого негайного відвернення чи припинення. Тому заподіяння шкоди до виникнення такого стану визнається так званою «передчасною» обороною, відповідальність за яку настає на загальних підставах.
Нерідко, у випадку, коли посягання вже закінчене або припинене, має місце так звана «запізніла» оборона. Оцінка шкоди, заподіяної тому, хто посягає, в стані «запізнілої» оборони, залежить від того, усвідомлювала чи не усвідомлювала особа, яка захищається, що в застосуванні засобів захисту відпала необхідність. Якщо таке переконання було відсутнє, то слід вважати, що вона перебувала в стані необхідної оборони. Таким чином, якщо особа, що захищалася, добросовісно помилялася щодо кінцевого моменту посягання, вона визнається такою, що діяла у стані необхідної оборони, і тому заподіяння в такій ситуації тому, хто посягає, шкоди повинно визнаватися своєчасним.
У той же час, якщо шкода заподіяна вже після того, як посягання було відвернено або закінчено, і для особи, яка захищалася, було очевидно, що в застосуванні засобів захисту явно відпала необхідність, відповідальність настає на загальних підставах.

### Співрозмірність оборони
Ця ознака характеризує межі необхідної оборони, які хоча прямо і не названі в законі, проте висновок про них можна зробити, аналізуючи ч. 1 і ч. 3 ст. 36 Кримінального кодексу України. Так, відповідно до ч. 1 ст. 36 КК України заподіяна тому, хто посягає, шкода повинна бути необхідною і достатньою в даній обстановці для негайного відвернення чи припинення посягання, а з ч. 3 випливає, що заподіяна тому, хто посягає, тяжка шкода (смерть або тяжкі тілесні ушкодження) повинна відповідати двом взаємопов'язаним обставинам: небезпечності посягання і обстановці захисту. Таким чином, заподіяння тому, хто посягає, смерті або нанесення йому тяжкого тілесного ушкодження визнається співрозмірним, якщо ця тяжка шкода відповідала небезпечності посягання і обстановці захисту.

#### Небезпека посягання
Небезпека посягання визначається цінністю блага, що охороняється законом, на яке спрямоване посягання і реальною загрозою заподіяння шкоди цьому благу з боку того, хто посягає. Безумовно значнішу суспільну небезпечність являють собою посягання на життя, здоров'я, свободу, честь і гідність людини, недоторканність її власності і житла. Порівняно менш небезпечними є посягання на громадський порядок, недоторканність державних кордонів тощо.
Вирішальним є саме ступінь небезпечності посягання, що й визначає межі допустимої шкоди при необхідній обороні. Тут існує пряма залежність: чим небезпечніше посягання, тим більші межі допустимої шкоди. Очевидно, що заподіяння тяжкої шкоди тому, хто посягає, співрозмірне лише з посяганнями, що становлять велику суспільну небезпечність (наприклад, при захисті життя, здоров'я, власності тощо).

#### Обстановка захисту
Обстановка захисту визначається реальними можливостями і засобами того, хто захищається, для відвернення чи припинення посягання.
Характер такої обстановки залежить від реального співвідношення сил, можливостей і засобів особи, яка захищається, і особи, яка посягає. Пленум Верховного Суду України рекомендує в цих випадках враховувати  характер небезпеки, що загрожувала особі, яка захищалася, та обставини, що могли вплинути на реальне співвідношення сил,зокрема: місце і час нападу, його раптовість, неготовність до його відбиття, кількість нападників і тих, хто захищався, їхні фізичні дані (вік, стать, стан здоров'я) та інші обставини.

## Умови правомірності необхідної оборони
Теорія кримінального права, базуючись на законі й практиці його застосування судами, визначила певні умови правомірності необхідної оборони. Ці умови характеризують як посягання, так і захист від нього.

### Умови правомірності необхідної оборони, що стосуються властивостей посягання

#### Суспільна небезпека
У постанові Пленуму Верховного Суду України від 26 квітня 2002 р. № 1 «Про судову практику у справах про необхідну оборону» не міститься роз’яснень щодо визначення поняття суспільно небезпечного діяння. Це сприяє розмаїттю тлумачень та підходів до вирішення цього питання.
У постанові Пленуму Верховного Суду СРСР від 16 серпня 1984 р. № 16 давалося тлумачення суспільно небезпечного посягання як діяння, передбаченого особливою частиною кримінального закону, незалежно від того, чи притягнена особа, яка його вчинила до кримінальної відповідальності, чи звільнена від неї у зв’язку з неосудністю, недосягненням віку притягнення до кримінальної відповідальності або з інших обставин. При цьому в постанові окремо акцентується увага на визнанні посягання суспільно небезпечним якщо особа, яка заподіяла шкоду іншій особі у зв’язку з вчиненням останньою дій, усвідомлювала малозначущість протиправного посягання.
Вчені науки кримінального права мають схожі погляди на цю проблему. М. Коржанський вважає, що посягання повинно мати характер нападу, який загрожує тяжкими наслідками у сфері важливих суспільних цінностей – життя, здоров’я, власності, державного управління тощо.  Так само розглядає поняття суспільно небезпечного посягання Михайленко П. П.  М. І. Бажанов , В. В. Сташис, В. Я. Тацій до того ж вважають, що коло правоохоронюваних інтересів, що можуть бути об'єктом посягання, є практично необмеженим, і, при цьому суспільно небезпечним визнається не тільки злочинне посягання (хоча саме злочин і є типовим проявом суспільно небезпечного посягання), а й будь-яке інше суспільно небезпечне посягання, що не є злочином.
Отже, суспільно небезпечне посягання, передбачене ч. 1 ст. 36 Кримінального кодексу України, може бути визначено як будь-які дії людини, безпосередньо спрямовані на заподіяння негайної істотної шкоди правоохоронюваним інтересам особи, що обороняється, або іншої особи, суспільним інтересам або інтересам держави.
Провокацією необхідної оборони називається провокація посягання, тобто  такі дії, які вчиняються з метою викликати на себе напад, щоб використати його як привід для вчинення протиправних дій, посилаючись на те, що був змушений оборонятися, тобто знаходився в стані необхідної оборони.
За правилами необхідної оборони нападаючий і обороняючий себе (чи інших осіб) ніколи не можуть помінятися місцями: тобто нападаючий не може стати обороняючим себе, а той, хто захищається, не може стати нападаючим. Отже для визначення стану необхідної оборони дуже важливо встановити – хто  нападаючий, а хто захищає себе. Саме тому необхідна оборона проти необхідної оборони – неможлива.

#### Наявність
Стан необхідної оборони виникає не тільки тоді, коли посягання уже розпочалося, але й тоді, коли воно погрожувало негайно і без сумніву початися.
Стану необхідної оборони немає, якщо напад ще не розпочався (бо немає необхідності в заподіянні шкоди), а також і тоді, коли напад уже явно закінчився (бо немає потреби в захисті). Необхідна оборона можлива тільки проти посягань, вчинених активною дією, а випадки заподіяння шкоди при бездіяльності потрібно розглядати по правилам крайньої необхідності.
Оцінка наявності чи відсутності нападу повинна ґрунтуватися на фактичних обставинах події. Тому, якщо захисник мав підстави думати, що напад лише припинено і він може розпочатися знову, то він діє правомірно.
Пленум Верховного Суду України в постанові від 26 квітня 1991 року пояснив, що «...стан необхідної оборони виникає не лише в момент суспільно небезпечного посягання, а й у разі створення реальної загрози заподіяння шкоди. При  з'ясуванні наявності такої загрози необхідно враховувати поведінку нападника, зокрема спрямованість умислу,  інтенсивність і характер його  дій, що  дають  особі,  яка захищається,  підстави сприймати загрозу як реальну.»

#### Дійсність
Посягання має бути дійсно існуючим, а не тільки уявлюваним, уявним. Також закон не допускає необхідної оборони проти посягання, яке очікується в майбутньому. Недійсне, уявне посягання — це наслідок помилки того, хто неправильно оцінив обставини події і заподіяв шкоду тому, хто фактично не нападав. Такий випадок у кримінальному праві називається уявною обороною (ст. 37 Кримінального кодексу України). Відповідальність за шкоду, заподіяну в стані уявної оборони, вирішується так:
- відповідальність не настає, якщо захисник сумлінно помилявся, тобто при таких обставинах він не міг усвідомити своєї помилки.
- відповідальність настає на загальних підставах, якщо захисник міг з оцінки обставин події усвідомити свою помилку, якби він був трохи обачнішим і уважнішим.
- відповідальність настає за перевищення меж необхідної оборони, якщо заподіяна шкода була б такою і при наявності нападу.

### Умови правомірності необхідної оборони, що стосуються властивостей захисту

#### Правомірність
Захист при необхідній обороні визнається правомірним тільки тоді, коли шкода заподіяна особі, яка нападала, а не комусь іншому.
Шкода при захисті може бути завдана нападаючому особисто – його здоров'ю, життю, власності.
Завдання будь-якої шкоди третім особам не може бути визнане необхідною обороною.
Якщо особа, що захищалась, допустила помилку відносно нападаючого, то вона звільняється від відповідальності у випадку сумлінної помилки, коли вона не могла усвідомити такої помилки.

#### Неперевищення меж необхідності
Захист не може перевищувати меж необхідності. Заподіяна шкода нападаючому може бути визнана правомірною тільки в межах необхідності, в даному випадку для захисту.
Кожен випадок має свої межі необхідності. Для цього враховують:
1. суспільну та особисту цінність об'єкта нападу;
2. несподіваність та інтенсивність нападу;
3. кількість та сила нападаючих;
4. місце, час і обставини нападу;
5. стан того, хто захищається;
6. можливість шкідливих наслідків нападу;
7. можливості захисту – фізична сила того, хто захищається, наявність у нього знарядь захисту, кількість осіб, що підпали нападу і т. ін. У стані необхідної оборони особа може (має право) застосувати такі засоби і знаряддя, які з урахуванням усіх обставин, є необхідні і достатні для захисту.

Той, хто захищається, може застосувати такі ж засоби і знаряддя як і нападаючий. Захист не перестає бути правомірним і тоді, коли для захисту застосовуються ефективніші засоби і знаряддя. У випадках, коли має місце напад групи осіб, яка за кількістю переважає тих, хто захищається, і діє агресивно, з очевидною загрозою для життя чи здоров'я, то для захисту ці особи мають право застосувати засоби, які мають у наявності у всякому разі при оцінюванні застосованих засобів захисту необхідно з'ясовувати, чи мала особа, яка захищалась, реальну можливість ефективно відбити суспільне небезпечне посягання іншими засобами, із заподіянням нападаючому меншої шкоди.
Той, хто захищається, може (має право) заподіяти нападаючому таку ж шкоду, якою йому загрожував нападаючий. Захист не перестає бути правомірним і тоді, коли нападаючому буде заподіяна більша шкода, ніж та, якою він загрожував.
Неправомірною визнається лише така шкода, яка явно, безсумнівно, перевищує шкоду загрози, котра в цьому разі не була необхідною.

### Ексцес оборони
В ході необхідної оборони не повинно бути ексцесу оборони, тобто перевищення її меж.
Згідно з ч. 3 ст. 36 Кримінального кодексу України: «Перевищенням меж необхідної оборони визнається умисне заподіяння тому, хто посягає, тяжкої шкоди, яка явно не відповідає небезпечності посягання або обстановці захисту».
Щоб установити наявність або відсутність ознак перевищення меж необхідної оборони, суди повинні враховувати не лише відповідність чи невідповідність знарядь захисту і нападу, а й характер небезпеки, що загрожувала особі, яка захищалась, та обставини, що могли вплинути на реальне співвідношення сил, зокрема: місце і час нападу, його раптовість, неготовність до його відбиття, кількість нападників і тих, хто захищався, їхні фізичні дані (вік, стать, стан здоров'я) та інші обставини.
При розгляді справ даної категорії суди повинні з'ясувати, чи мала особа, яка захищалася, реальну можливість ефективно відбити суспільно небезпечне посягання іншими засобами із заподіянням нападникові шкоди, необхідної і достатньої в конкретній обстановці для негайного відвернення чи припинення посягання.
Отже, при вирішенні питання про наявність ексцесу оборони необхідно встановити наявність необхідної оборони як такої. Відсутність необхідної оборони знаменує відсутність можливості її ексцесу. Ексцес оборони може бути вчинений тільки умисно, необережне перевищення меж необхідної оборони не тягне кримінальної відповідальності.
Згідно з ч. З ст. 36 Кримінального кодексу України ексцес оборони тягне кримінальну відповідальність тільки при нанесенні посягаючому тяжкої шкоди: смерті або тяжкого тілесного ушкодження. За нанесення іншої шкоди кримінальна відповідальність не настає. Більше того, правомірним слід вважати застосування зброї або будь-яких інших засобів чи предметів незалежно від того, якої тяжкості шкода заподіяна тому, хто посягає, якщо вона здійснена для захисту від нападу озброєної особи або нападу групи осіб, а також для відвернення протиправного насильницького вторгнення у житло чи інше приміщення. Тобто при вказаних обставинах нападу ексцес оборони взагалі неможливий.
Ексцес оборони наявний, коли заподіяння тяжкої шкоди посягаючому явно не відповідає небезпечності посягання або обстановці захисту. Це означає, що таке становище очевидне як для самої особи, що здійснює захист, так і для всіх інших, присутніх при цьому. Тут треба також враховувати, що у багатьох випадках особа, котра захищається, перебуває у стані, що заважає їй всебічно оцінити ситуацію. Тому особа не підлягає кримінальній відповідальності, якщо через сильне душевне хвилювання, викликане суспільно небезпечним посяганням, вона не могла оцінити відповідність заподіяної нею шкоди небезпечності посягання чи обстановці захисту.
Варто зауважити, що згідно зі ст. 1169 Цивільного кодексу України не підлягає відшкодуванню шкода, завдана в стані необхідної оборони, якщо при цьому не були перевищені її межі.

## Перевищення меж необхідної оборони
Перевищенням меж необхідної оборони закон визнає умисне заподіяння тому, хто посягає, тяжкої шкоди, яка явно не відповідає небезпечності посягання або обстановці захисту.
Під тяжкою шкодою при перевищенні меж необхідної оборони слід розуміти смерть особи або заподіяння їй тяжкого тілесного ушкодження. Невідповідність тяжкої шкоди, заподіяної тому, хто посягає, небезпечності посягання або обстановці захисту слід визнавати явною тоді, коли це з урахуванням обставин справи є очевидним для кожної людини, отже і для того, хто обороняється. Так, явно невідповідним буде не викликане необхідністю заподіяння тяжкого тілесного ушкодження особі, яка має намір вчинити крадіжку і не робить спроб чинити фізичний опір. Перевищенням меж необхідної оборони слід також вважати і випадки, коли особа заподіяла тяжку шкоду тому, хто посягає, маючи при цьому можливість відвернути чи припинити посягання із заподіянням явно меншої шкоди і усвідомлюючи наявність такої можливості.
Відповідальність за перевищення меж необхідної оборони настає лише при заподіянні шкоди двох видів, а саме: тяжкого тілесного ушкодження (ст. 124 Кримінального кодексу України), або умисного вбивства (ст. 118 Кримінального кодексу України). В інших випадках перевищення меж необхідної оборони не є злочином.
Кримінальна справа, порушена за фактом діяння, вчиненого у стані необхідної оборони (якщо не було перевищення її меж), підлягає закриттю за відсутністю події злочину.

### Умисне вбивство при перевищенні меж необхідної оборони
Згідно зі ст. 118 Кримінального кодексу України: «Умисне вбивство, вчинене при перевищенні меж необхідної оборони, а також у разі перевищення заходів, необхідних для затримання злочинця, – карається виправними роботами на строк до двох років або обмеженням волі на строк до трьох років, або позбавленням волі на строк до двох років.»
Об'єктом злочину є життя особи.
Потерпілими від цього злочину є три категорії осіб: 
1. особа, яка вчинює суспільно небезпечне посягання і щодо якої винний застосовує заходи необхідної оборони (ст. 36 КК України);
2. особа, дії якої були неправильно оцінені винним (ст. 37 КК України);
3. особа, яка вчинила злочин і щодо якої винний вживає заходів із затримання (ст. 38 КК України).

Об'єктивна сторона злочину характеризується: 
- діями у вигляді посягання на життя іншої людини;
- наслідками у вигляді заподіяння їй смерті;
- причинним зв'язком між зазначеними діями та наслідками;
- певною обстановкою.

Стаття 118 КК України містить склад привілейованого умисного вбивства, яке підлягає кваліфікації за цією статтею у трьох випадках, а саме, у разі його вчинення при перевищенні:
1. меж необхідної оборони. У цьому випадку діяння характеризується вбивством того, хто посягає, при захисті від суспільне небезпечного посягання, але з перевищенням меж необхідної оборони, тобто при явній невідповідності зазначеної шкоди небезпечності посягання або обстановці захисту.
2. меж захисту в обстановці уявної оборони. Вбивство здійснюється за обставин, коли реального суспільне небезпечного посягання з боку потерпілого не було і винна особа, неправильно оцінюючи дії потерпілого, лише помилково припускала наявність такого посягання.
3. заходів, необхідних для затримання злочинця. Діяння полягає у вбивстві особи, яка вчинила злочин, при її затриманні, але з перевищенням заходів, необхідних для затримання злочинця, тобто при явній невідповідності зазначеної шкоди небезпечності посягання або обстановці затримання злочинця.

Суб'єктом злочину є осудна особа, яка досягла 16-річного віку і перебуває у стані необхідної, уявної оборони або правомірного затримання особи, що вчинила злочин. Якщо буде встановлено, що особа не перебувала у такій обстановці, вчинене нею за наявності підстав слід кваліфікувати за ст. 115 КК України.
Суб'єктивна сторона злочину характеризується прямим або непрямим умислом. При цьому свідомістю винного має охоплюватись той факт, що він діє за умов необхідної оборони або за умов, необхідних для затримання злочинця. Мотивація дій винного при перевищенні меж необхідної оборони має бути головним чином обумовлена захистом від суспільного посягання охоронюваних законом прав і інтересів.
Злочин вважається закінченим з моменту настання смерті потерпілого.

### Умисне заподіяння тяжких тілесних ушкоджень у разі перевищення меж необхідної оборони
Згідно зі ст. 118 Кримінального кодексу України: «Умисне заподіяння тяжких тілесних ушкоджень, вчинене у разі перевищення меж необхідної оборони або у разі перевищення заходів, необхідних для затримання злочинця, – карається громадськими роботами на строк від ста п'ятдесяти до двохсот сорока годин або виправними роботами на строк до двох років, або арештом на строк до шести місяців, або обмеженням волі на строк до двох років.»
Об'єктом злочину виступає здоров'я особи.
Об'єктивна сторона злочину характеризується: 
- діями;
- наслідками у вигляді тяжких тілесних ушкоджень;
- причинним зв'язком між зазначеними діями та наслідками;
- певною обстановкою.

Стаття 124 КК України містить склад привілейованого умисного заподіяння тяжких тілесних ушкоджень. Заподіяння таких ушкоджень підлягає кваліфікації за цією статтею у трьох випадках, а саме, у разі його вчинення при перевищенні:
1. меж необхідної оборони. У цьому випадку діяння характеризується заподіянням шкоди у вигляді тяжких тілесних ушкоджень тому, хто посягає, при захисті від суспільне небезпечного посягання, але з перевищенням меж необхідної оборони, тобто при явній невідповідності зазначеної шкоди небезпечності посягання або обстановці захисту.
2. меж захисту в обстановці уявної оборони. Тяжкі тілесні ушкодження заподіюються за обставин, коли реального суспільне небезпечного посягання з боку потерпілого не було і винна особа, неправильно оцінюючи дії потерпілого, лише помилково припускала наявність такого посягання.
3. заходів, необхідних для затримання злочинця. Діяння полягає у заподіянні тяжкої шкоди у вигляді тяжких тілесних ушкоджень особі, яка вчинила злочин, при її затриманні, але з перевищенням заходів, необхідних для затримання злочинця, тобто при явній невідповідності зазначеної шкоди небезпечності посягання або обстановці затримання злочинця[36].

Суб'єктом злочину є осудна особа, яка досягла 16-річного віку і перебуває у стані необхідної, уявної оборони або правомірного затримання особи, що вчинила злочин. Якщо буде встановлено, що особа не перебувала у такій обстановці, вчинене нею за наявності підстав слід кваліфікувати за ст. 121 КК України.
Суб'єктивна сторона злочину характеризується прямим або непрямим умислом. При цьому свідомістю винного має охоплюватись той факт, що він діє в умовах необхідної оборони або умовах, необхідних для затримання злочинця. Мотивація дій винного при перевищенні меж необхідної оборони має бути головним чином обумовлена захистом від суспільного посягання охоронюваних законом прав і інтересів.
Якщо при перевищенні меж необхідної оборони або заходів, необхідних для затримання злочинця, потерпілому умисно заподіяно тяжке тілесне ушкодження, від якого настала смерть, за відсутності умислу на позбавлення життя дії винного слід кваліфікувати за ст. 124.
Злочин вважається закінченим з моменту заподіяння потерпілому тяжкого тілесного ушкодження.
Заподіяння тяжкого тілесного ушкодження при перевищенні меж необхідної, уявної оборони або перевищені заходів, необхідних для затримання злочинця, через необережність не є злочином, а тому воно не може бути кваліфіковано ні за ст. 124, ні за ст. 128 КК України.

## Використання захисних пристосувань
Для запобігання посяганню можуть використовуватися спеціальні пристосування, що діють за відсутності особи, інтересам якої завдається шкода. Використання таких пристроїв можливе лише у випадках, якщо виключається заподіяння шкоди особам, які не здійснюють суспільно небезпечних посягань, а заподієна шкода не виходить за рамки меж необхідної оборони. Зважаючи на це, діапазон засобів, які можна використовувати для запобігання посягання, включає в основному пристосування пасивного захисту: запори, замки, двері, решітки, сигнальні пристрої і т.д.
Неприпустимим є використання, наприклад, капканів, які встановлюються в автомашинах, залишення отрути в продуктах харчування для запобігання крадіжки з житлового приміщення, оголених електричних дротів під напругою і т.д. Подібні дії не визнаються виправданими для необхідної оборони — особа, що встановила такі пристрої, несе повну відповідальність за завдану шкоду.